# Matfer Bourgeat
Matfer Bourgeat est un fabricant français d′équipements de cuisine destiné principalement au commerce. Le groupe existe depuis 1814.
Bourgeat SA est fondée en 1918 par Adrien Bourgeat. L′entreprise produit d′abord des ustensiles de cuisine pour le marché domestique et professionnel, mais en 1981, elle se concentre sur la production exclusivement pour le marché professionnel.
Au début des années 2000, Bourgeat SA fusionne avec Matfer, autre fabricant français d'ustensiles et ustensiles de cuisine, pour former le Groupe Matfer Bourgeat.

## Histoire
L'entreprise Matfer Bourgeat est un groupe constitué de plusieurs entreprises, dont la plus ancienne date de 1814,,.

### Matfer
Matfer est créée en 1814.

### Bourgeat
Bourgeat est créée en 1918et installée à Les Abrets en Dauphiné en Isère. Elle est issue de l'affaire familiale de quincaillerie de la famille Bourgeat déja présente sur place. Adrien Bourgeat, après avoir participé à l'emboutissage des obus à Vienne pendant la 1ère guerre mondiale, revient aux Abrets et y fonder son entreprise. L'entreprise propose alors diverses activités de métallurgie ainsi que progressivement des ustensiles de ménagers. Au commencement la majorité de ses articles étaient en acier, puis en alliage d'aluminium, puis plus tard en acier inoxydable.
Il s'agit alors d'une entreprise familiale en progression constante, détenue par la famille Bourgeat elle-même, parcourant quatre générations de 1918 à 2001 : Adrien Bourgeat (grand-père), Adrien Bourgeat (père), Anne Bourgeat (fille, épouse Revillon), puis Olivier Revillon (petit-fils).[réf. nécessaire]
Au début de la 2de guerre mondiale l'entreprise sera utilisée pour produire gamelle, gourdes, casques et munitions (obus)[réf. nécessaire].
À partir des années 1980, sous la supervision de Philippe Revillon, alors PDG de Bourgeat (gendre d'Adrien Bourgeat (fils) et père d'Olivier Revillon), l'entreprise arrête la fabrication de produits pour le grand public. Son principal concurrent est alors Tefal du groupe SEB, situé à proximité à Rumily. Elle se focalise alors sur les matériels pour professionnels. En parallèle de son activité de fabrication de produits catalogues, Bourgeat devient sous-traitant industriel dans la métallurgie et l'emboutissage à froid. Ces repositionnements participeront à la croissance de l'entreprise, qui deviendra avec cette activité alors progressivement fabricante historique pour Knorr-Bremse et Robotcoupe.
Au début des années 1990, Bourgeat devient un important fabricant de bacs alimentaires dits « gastronormes », participant même à la rédaction de la norme actuelle, ainsi que d'étuves chauffantes de maintien en température, et de remise en température quelques années plus tard. Bourgeat investit alors dans la fabrication d'armoires chaudes et froides. Un nouveau bâtiment est construit face au site historique pour recevoir une ligne automatique de fabrication des bacs dits « gastros ».
Une fusion à part égale est réalisée avec la société Matfer, détenue par la famille Mora, en 2001-2002, créant alors l'entité « Matfer-Bourgeat », puis l'entreprise Bourgeat est rachetée définitivement par Matfer fin 2003. L'entreprise, propriété de la famille Bourgeat depuis 4 génération, devient propriété de l'unique actionnaire majoritaire de la société Bourgeat Patrice Mora. À la même époque, un nouveau bâtiment, B2, est érigé de l'autre coté de la commune des Abrets-en-Dauphiné afin d'accueillir les activités administratives, commerciales et de distribution. Le site historique, B1, restant destiné aux activités industrielles (conception, qualité, achats et production). Gérard Rozier prend alors graduellement le relais de[réf. nécessaire]Philippe Revillon à la direction de l'entreprise, qui préside le conseil de surveillance de Matfer-Bourgeat et, depuis 2002, le Syneg. Ce dernier décède en 2006depuis 2004[réf. nécessaire].
Au début des années 2010, l'entreprise adopte un fonctionnement en lean-manufacturing pour sa production, puis en lean-conception pour le développement de son catalogue de produits finis.
Par ailleurs, Matfer s'implique plus dans le contrôle de Bourgeat. L'entreprise fête son bicentenaire en 2014. En 2012, l'ensemble de la vente de la batterie de cuisine est transférée au catalogue Matfer, Bourgeat devenant alors seulement spécialiste des étuves (remise et maintien en température chaud et froid) ainsi que des matériels mobiles (chariots, tables de tri, etc.). Les bénéfices de l'entreprise baissent, les primes des salariés sont alors réduites. Un mouvement social des salariés à la suite de cette perte de revenus et mène au débrayage d'un jour ouvré. En 2013 dans le cadre du redressement productif initié par François Hollande et du programme « Le Design au cœur de l'Économie », l'entreprise récolte un prix de l'innovation, remis par Arnaud Montebourg et Aurélie Filippetti, pour son lave-main Aquaris qui force le lavage des mains dont la consommation en eau fortement réduite. À partir de 2014, l'expansion du groupe Matfer-Bourgeat réduit le principal marché de Bourgeat à la restauration collective, celui de la restauration commerciale étant géré par d'autres entités du groupe. Par ailleurs, Gérard Rozier prend sa retraite en 2015.
Sous l'impulsion de Tony Da Motta-Cerveira, alors designer du groupe Matfer-Bourgeat, la société fait évoluer sa méthodologie de création de produits pour favoriser l'innovation de manière pérenne. L'entreprise adopte alors les méthodes de design thinking / design doing, C-K puis de prédéveloppement en intégrant directement une partie du domaine du marketing au sein de son bureau d'études technique[réf. à confirmer].
En 2019, le catalogue historique Bourgeat est supprimé au profit de celui du pôle Matfer-Bourgeat Distribution de Repas (MBDR) dont elle fait partie, et qui regroupe aussi les sociétés Vauconsant, Pi-Creation et Solyref.[réf. nécessaire]
Durant la pandémie du Covid-19, la société Bourgeat décroche en 2021 un marché important de sous-traitance industrielle avec la société Vorwerk pour la production des bols complexes de ses Thermomix  et leur soudure. Vorwerk annonce au printemps 2022 investir 40 millions d'euros sur 3 ans dans l'outil industriel de Matfer Bourgeat. En 2024, la production n'est pas encore passée en fabrication de série industrielle.[réf. nécessaire]
En 2022, dans le cadre des lois Egalim et AGEC, l'entreprise proposera une nouvelle gamme de bacs et couvercles fonctionnant au vide-partiel pour remplacer la barquette plastique dont l'usage devient interdit. Malgré une certaine avance sur ce marché, peinant à développer cette nouvelle gamme de produits, elle se fait rattraper par ses concurrents internationaux Blanco, Rieber ainsi que de nouveaux acteurs du marché,.
Fin 2023 la marque Bourgeat et son site internet sont supprimés au profit des marques Matfer et Matfer-Bourgeat Distribution de Repas. À la suite de résultats financiers et techniques en berne ainsi qu'une rotation importante de l'emploi des effectifs, en 2024, Paul Mora, alors âgé d'une vingtaine d'années et fils cadet de Patrice Mora, est nommé directeur général de l'entreprise.[réf. nécessaire]
Cette même année, le groupe SEB rachete l'ensemble Sofilac comprenant les marques Charvet (Isère) et Lacanche (Côte-d'Or). De ce fait, ils renforcent leur présence sur le marché du matériel de cuisine pour les professionnels. Autrefois société complémentaire car positionnée sur le particulier, SEB devient progressivement un concurrent important. Par ailleurs, les sociétés Bourgeat et Charvet ne sont distantes l'une de l'autre que de 15 km.

### Flo
Rachat de l'entreprise italienne Flo spécialisé dans les matériels plastique et jetable pour la restauration en 1990.[réf. nécessaire]

### Insitu
Par rachats successifs, création de cette entreprise en 1990, spécialisée dans les Arts de la Table.[réf. nécessaire]

### Vauconsant
Vauconsant est spécialisée dans le mobilier de distribution pour les collectivités, les grands hôtels, les restaurants d'entreprise, scolaires et universitaires, elle est installée à Nancy. Elle est rachetée par Bourgeat, filiale de Matfer Bourgeat en 2011, date à laquelle elle compte 240 salariés et réalise un chiffre d'affaires de 44 millions d'euros,.

### Matik
La société est rachetée par Matfer en 2003.

### Solyref
La société est également rachetée par Matfer en 2003.

### CEA
Rachat de l'entreprise située dans le sud-ouest de la France dans les années 2000.[réf. nécessaire]

### Profinox
Profinox, spécialisée dans le mobilier Inox installée à Bayonne. L'entreprise fournit la restauration collective dans des entreprises et institutions haut de gamme (Hôtel de Matignon, hôtels Carlton, Hôtel de Crillon, LVMH) et réalise 7 millions d’euros de chiffre d’affaires.

### Inoxyform
Inoxyform est une entreprise créée en 1974 spécialisée dans le mobilier en Inox sur mesure pour la restauration collective et les collectivités. En 2014, elle réalise 5 millions d’euros de ventes et compte 30 salariés. Son PDG Pierre Lalanne revend l'entreprise à Matfer Bourgeat pour faire face à la concurrence des pays de l'Est,.

### Sogemat
La société est rachetée par Matfer en 2011.[réf. nécessaire]

### Calle
La société est également rachetée par Matfer en 2013[réf. nécessaire]

### OCF
Le groupe Matfer Bourgeat rachete la société OCF en 2023, spécialiste des équipements réfrigérés et solutions d’agencement.[réf. nécessaire]

## Structure
En 2014, l'entreprise emploie en 850 personnes et réalise un chiffre d’affaires de 180 millions d’euros. Elle est également présente à Hong Kong, Los Angeles et à Sydney. Son siège social est aux Lilas, en Seine-Saint-Denis.
Le siège social de Bourgeat est installé aux Abrets-en-Dauphiné, en Isère. C′est une entreprise familiale[source secondaire souhaitée].
Le pôle Matfer-Bourgeat Distribution de Repas (MBDR) est composé de 3 sites : Bayonne, Bourgeat et Vauconsant.

### Pi Création
Ce site de Bayonne a pour origine l'entreprise Inoxyform. En 2014, après l'intégration de Profinox puis d'Inoxyform, ce site est renommé Pi Création.
Pi Création élargit alors son offre aux caves à vins haut de gamme sur mesure. Elle équipe par exemple le palace Crillon. L'entreprise fournit les hôtels Campanile, les villages vacances Belambra ou le site Balard du ministère de la Défense, et a réalisé les plans de travail de la cuisine de Yannick Alléno au Pavillon Ledoyen. Elle a la compétence pour effectuer manuellement des polissages d'inox.

## Production
Au printemps 2020, l′entreprise annonce avoir signé un partenariat avec l′entreprise allemande Vorwerk pour fabriquer annuellement 300 000 à 1 million de bol sur plusieurs années pour les robots de cuisine Thermomix. En 2021, l′entreprise signe avec l'entreprise TRA-C industrie un contrat l'emboutissage et la soudure de ces bols.
Un magasin d'usine est installé à Longny-les-Villages, où se déroulent deux braderies annuelles (à l'exception de celles de 2020, 2021, et la première de 2022.
L'entreprise a des usines dans l'Orne, à Longny-les-Villages, en Lorraine et en Rhône-Alpes.

### Produits
L'entreprise produit entre autres des caves à vin, des vitrine réfrigérée, des tables de préparation, du front-cooking, des chariots, de la vaisselle et des couverts.
Lors des Chefs′ Choice Awards 2014 du magazine Restaurant, Bourgeat est désignée meilleure marque de poêles.[réf. à confirmer]
En 2020, l'entreprise signe un partenariat avec l'entreprise Easilys pour proposer en février 2020 une collecteur de déchet qui permet de les peser, et une table de tri pour collectivités. Celle-ci embarque un logiciel connecté qui permet de remonter à l'entreprise le poids des déchets de production, de distribution et de consommation finale.
En 2023, elle produit des bacs inox pour restauration collective permettant de réaliser un vide partiel, dans le but de remplacer les conditionnement en plastiques.

## Distribution
L'entreprise s'appuie sur un réseau de distribution mondial et une plateforme logistique de 10 000 mètres carrés à Longny-au-Perche[réf. nécessaire]. Elle vend aussi via le site meilleurduchef.com et la boutique parisienne Morat.